# Перше навколосвітнє плавання
Перше навколосвітнє плавання — іспанська морська експедиція під керівництвом Фернана Магеллана та — після його смерті — Хуана Себастьяна Елькано, почалася 20 вересня 1519 року і завершилася 6 вересня 1522 року. Експедиція була укомплектована великою командою (за різними оцінками 265—280 осіб) на 5 кораблях. Унаслідок заколотів, найтяжчого перетину Тихого океану і сутичок з населенням Філіппін і Островів прянощів команда сильно скоротилася. Тільки одному судну — «Вікторії» — вдалося повернутися в Іспанію, маючи 18 осіб на борту. Ще 18 осіб, які потрапили в полон до португальців, повернулися в Іспанію пізніше. Експедиція також виявилася досить успішною в комерційному відношенні, і принесла організаторам великий прибуток.[джерело не вказане 2077 днів]

## Задум
Ідея експедиції багато в чому була повторенням ідеї Колумба: досягти Сходу, тримаючи курс на Захід. Колонізація Америки ще не встигла принести істотних прибутків на відміну від колоній португальців в Індії, і іспанцям хотілося самим плавати до островів Прянощів і отримувати вигоду. На той час стало ясно, що Америка — це не Азія, але передбачалося, що Азія лежить порівняно недалеко від Нового Світу. В 1513 році Васко Нуньєс де Бальбоа, пройшовши Панамський перешийок, побачив Тихий океан, названий ним Південним морем. З тих пір протоку в нове море шукало кілька експедицій. У ті ж роки португальські капітани Жуан де Лісбон і Іштебан Фроїш дійшли приблизно до 35 ° пд.ш. і відкрили Ла-Плату. Вони не могли його серйозно досліджувати і прийняли величезний затоплений естуарій Ла-Плату за протоку :125.
В 1515 році Іспанія послала експедицію з 3 суден на пошуки протоки на чолі з Хуаном Діасом де Солісом. Він досяг Ла-Плати і, висадившись на берег, почав дослідження на суші, але місцеві жителі його з'їли, і незабаром два вцілілі кораблі повернулися до Іспанії :125-126.
Ця впевненість зіграла важливу роль у плануванні ним експедиції, проте він був готовий до пошуків інших шляхів до Індії, якщо цей виявиться помилковим.
Ще в Португалії важливу роль в підготовці експедиції грав компаньйон Магеллана астроном Руй Фалейру. Він розробив спосіб обчислення довготи і здійснив обчислення, з яких випливало, що Молуккських островів легше досягти, вирушаючи на захід, і що ці острови лежать в півкулі, «що належить» Іспанії за Тордесільяським договором. Всі його розрахунки, як і спосіб обчислення довготи, згодом виявилися невірними. Якийсь час Фалейру значився в документах по організації плавання співкерівником експедиції разом з Магелланом, але в подальшому він все більше відтісняється на другий план, і врешті єдиним командувачем експедиції призначається Магеллан. Згідно однієї з версій, Фалейру склав гороскоп, з якого випливало, що він загине в цій експедиції і залишився на березі.

## Підготовка

Підпис Фернана Магеллана

У спорядженні експедиції велику роль зіграли європейські купці, які не мали можливості взяти участь в прибутковій торгівлі з Ост-Індією через монополію португальців. Хуана де Аранда, якому за договором з Магелланом покладалася восьма частина прибутку, відтісняють від годівниці, оголосивши, що ця угода «не відповідає інтересам нації».
За договором з королем від 22 березня 1518 року Магеллан і Фалейру отримували одну п'яту частину чистих доходів від плавання, права намісництва на відкритих землях, двадцяту частину прибутку, одержуваної від нових земель, і право на два острови, якщо буде відкрито більше шести островів .
Португальці намагалися протидіяти організації експедиції, але на пряме вбивство не наважилися. Вони намагалися очорнити Магеллана в очах іспанців і змусити їх відмовитися від плавання. У той же час факт, що експедицією буде командувати португалець, викликав невдоволення багатьох іспанців. У жовтні 1518 року відбулася сутичка між учасниками експедиції і натовпом севільців. Коли Магеллан підняв на кораблях свій штандарт, іспанці прийняли його за португальський і зажадали зняти. На щастя для Магеллана, конфлікт вдалося погасити без особливих жертв. Щоби приглушити протиріччя, Магеллану було наказано обмежити число португальців в експедиції п'ятьма учасниками, проте через нестачу моряків у ній виявилося коло 40 португальців .

## Експедиція

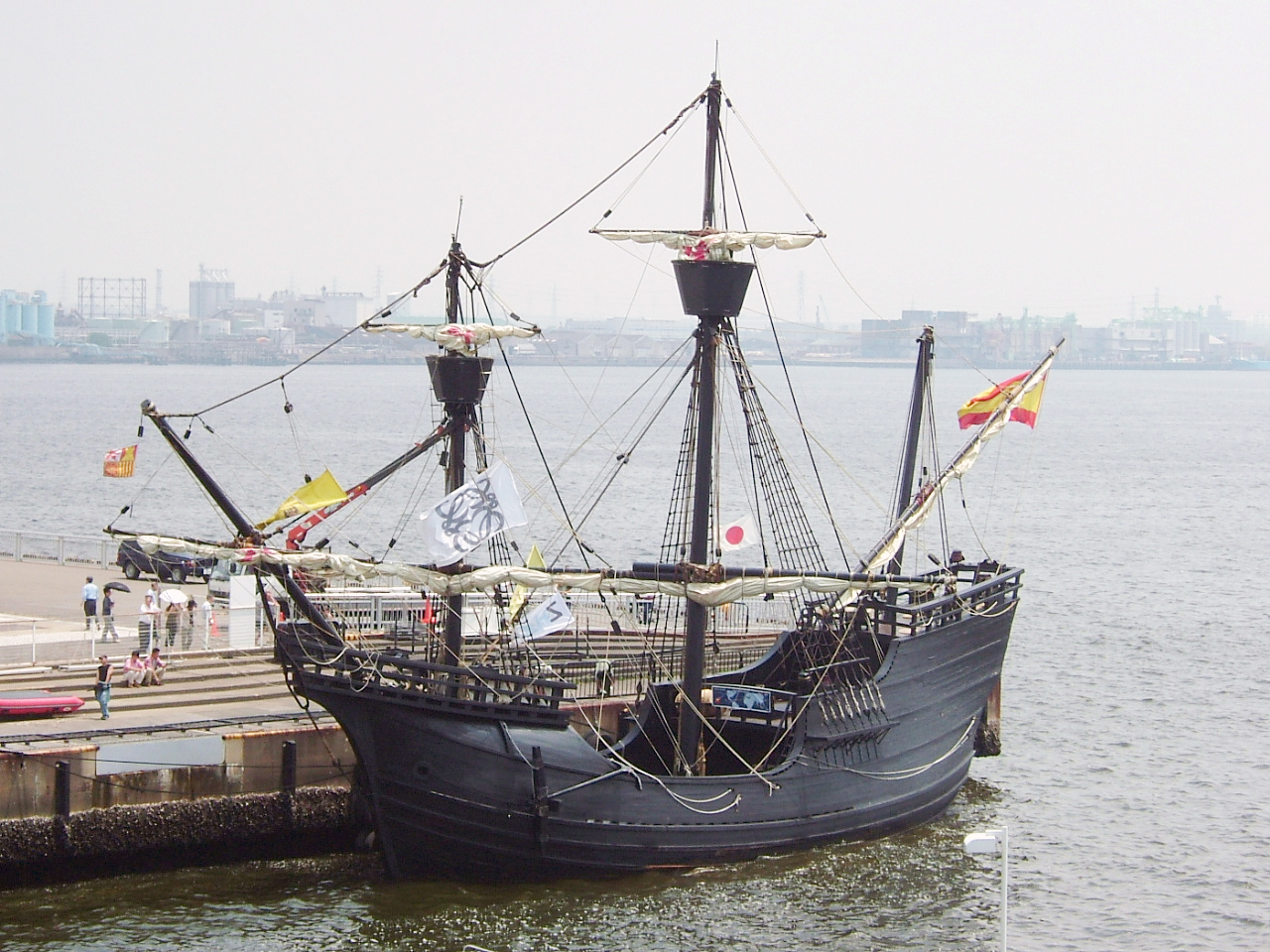
Сучасна копія караки «Вікторія»

10 серпня 1519 року під командою Магеллана з Севільї вирушила експедиція в складі п'яти кораблів: флагманської караки «Тринідад», карак «Сан-Антоніо», «Консепсьйон» і «Вікторія», а також каравели «Сантьяго». Флот вирушив річкою Гвадалквівір до міста Санлукар-де-Баррамеда (Sanlúcar de Barrameda), де він перебував ще протягом п'яти тижнів. Іспанська влада побоювалася португальського адмірала і мало що бракувало, щоби подорож була скасована, але 20 вересня 1519 Магеллан нарешті вирушив у плавання із 270 членами екіпажу, щоби досягти Молукських островів західним шляхом.
Дізнавшись про відплиття Магеллана, португальський король Мануель I надіслав військово-морський загін для його переслідування, але Магеллан вислизає від переслідування португальців. Після короткої зупинки на Канарських островах прибуває у Кабо-Верде, звідки бере курс на мис Святого Августина у Південній Америці. 20 листопада експедиція перетинає екватор, а 6 грудня екіпаж побачив береги Бразилії.
Бразилія на той час була португальською територією. Магеллан взяв на себе відповідальність і 13 грудня став на якір поблизу сучасного Ріо-де-Жанейро, де стояла гарна погода і тубільці були дружньо налаштовані. Флот поповнив запаси, але через несприятливі стосунки це було зроблено із запізненням. Далі вони рухались вздовж узбережжя Південної Америки із зупинкою 10 січня 1520 року у гирлі Ріо-де-ла-Плата. Під час тривалих пошуків біля берегів Аргентини проходу до моря на інший бік континенту несподівано для експедиції настала зима.
Магеллан вирішив перезимувати в Патагонії. 31 березня екіпаж заклав поселення, яке вони назвали Пуерто-Сан-Хуліан (Порт Святого Юліана). Тоді стався бунт, у якому взяли участь три з п'яти капітанів кораблів. Бунт виявився невдалим, оскільки більша частина екіпажів залишались вірними Магеллану. Кесада і Мендоса були страчені, а Картагена і капелан експедиції були висаджені на берег.

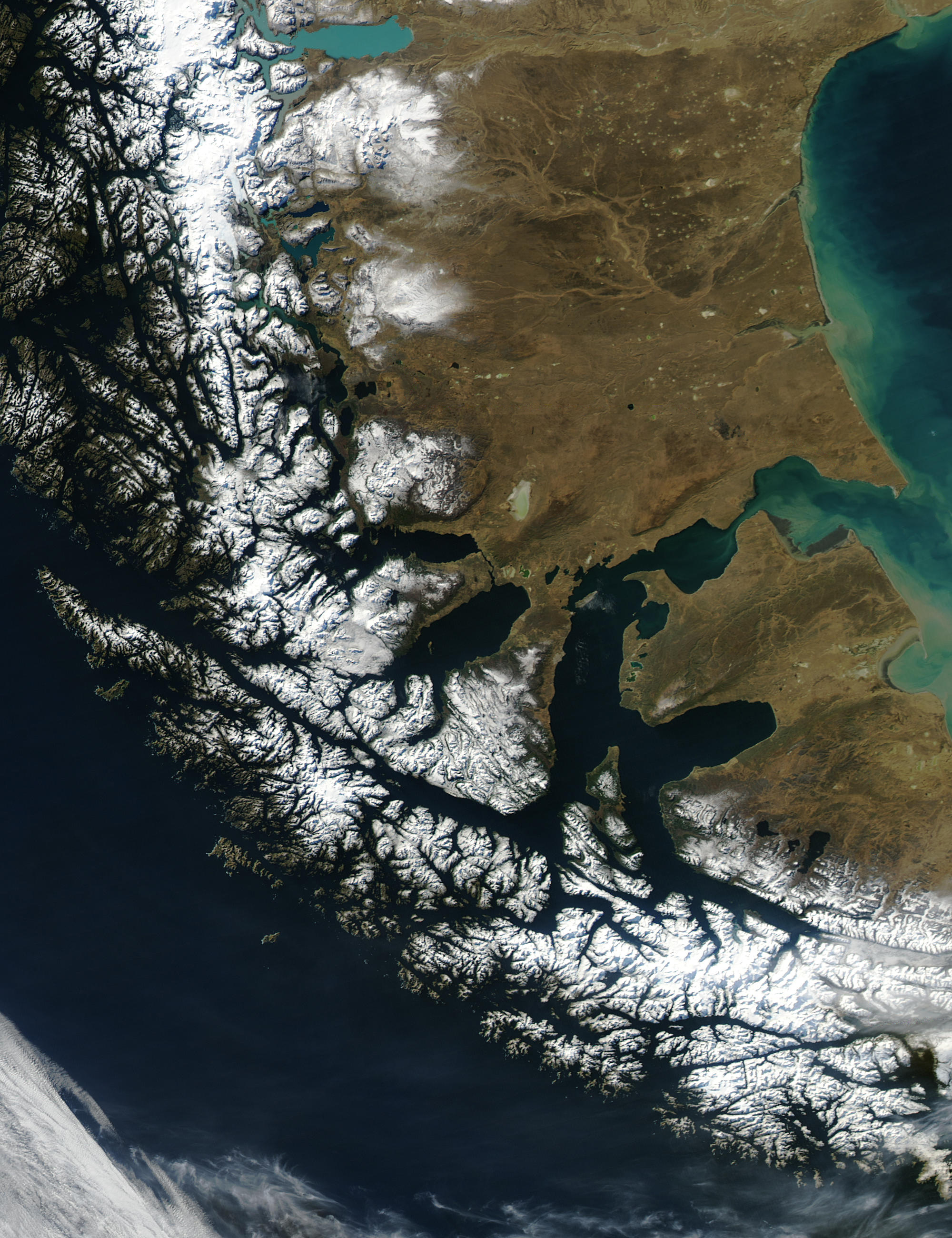
Магелланова протока

24 серпня продовжили плавання, і судно «Сантьяго» було відправлене до берега у розвідку, але на зворотному шляху воно розбилося і потонуло. Тільки два матроси повернулися суходолом, щоб повідомити Магеллана, що сталося. На 52 градусі південної широти 21 жовтня 1520 року флот досяг мису Вірхенес (Cape de las Virgenes), і мореплавці зробили висновок, що тут є протока, оскільки вода була солоною і глибокою. Чотири кораблі почали повільний рух небезпечним проходом довжиною 570 км, який Магеллан назвав Estreito de Todos los Santos (Протока Всіх Святих), бо флот зайшов у неї на День Всіх Святих, 1 листопада. Згодом цю протоку стали називати Магелланова протока. Вона сполучає Атлантичний і Тихий океани, перетинаючи південну частину Південної Америки.
Магеллан наказав суднам «Сан-Антоніо» і «Консепсьйон» спочатку вивчити протоку. Перехід по протоці з незнайомим фарватером був дуже важким, крім того, «Сан-Антоніо» під командуванням Ештевана Гоміша, що йшов першим, вийшовши з протоки, повернув на південь та, обігнувши південний край Америки, самовільно повернувся до Іспанії. 28 листопада три кораблі, що залишилися, вийшли у південну частину Тихого океану. Магеллан став першим європейцем, що проплив з Атлантичного океану в Тихий. Магеллан назвав ці води океану Mar Pacifico (Спокійне море) через їхню спокійну поведінку протягом першого етапу подорожі.

## Загибель Магеллана

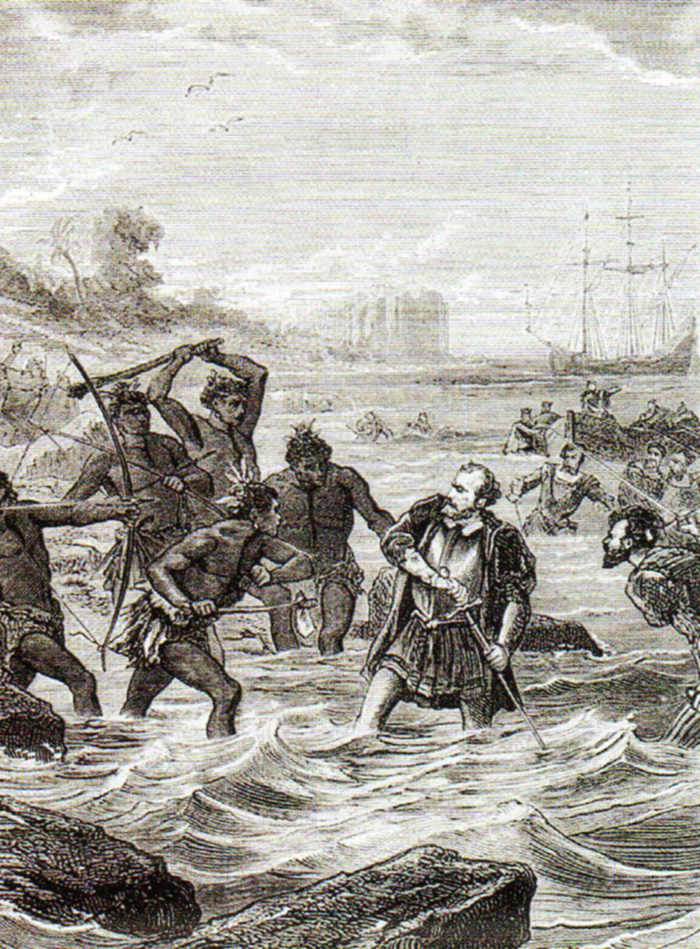
Смерть Магеллана, малюнок 1860 р.

Рухаючись у північному напрямку, 13 лютого 1521 року експедиція перетнула екватор. 6 березня було відкрито острови Гуам і Рота в архіпелазі Маріанських островів, а 16 березня досягла острова Гомонгон в архіпелазі Філіппінських островів. До цього моменту залишалось лише 100 учасників експедиції.
Магеллан мав змогу спілкуватися з місцевими жителями, бо мав малайського перекладача, який розумів їхню мову. 7 квітня моряки дістались до острова Себу. Магеллан організував там постій, прагнучи навернути місцеве населення до християнської віри. Незабаром, можливо занадто покладаючись на силу володіння вогнепальною зброєю, він взяв участь у конфлікті між місцевими правителями. 27 квітня 1521 під час одного з боїв на острові Мактан, жителі якого відмовились платити данину іспанській короні, Магеллан був убитий разом з частиною своїх товаришів.
Раджа острова Себу, що уже склав присягу на вірність королю Іспанії, скористався з того і заманив іспанців на урочистий обід, де влаштував різню та убив декілька десятків мореплавців. Кораблям довелось терміново відплисти. Брак досвідченого керівника дався взнаки. Вже поблизу мети подорожі флотилія витратила декілька місяців, щоб досягти Молуккських островів.

## Розділення експедиції. Повернення

Карта подорожі Магеллана та її завершення через 16 місяців після смерті Магеллана судном «Вікторія», одним із п'яти суден, що розпочали мандрівку

На Молуккських островах закупили прянощі, й експедиція готувалась до зворотного маршруту. На островах іспанці дізналися, що португальський король оголосив Магеллана дезертиром, а його кораблі підлягали арешту. Під час плавання судна зносилися і обдерлися. «Консепсьйон» ще раніше був залишений командою і спалений. Залишалося тільки два кораблі. «Тринідад» було відремонтовано і судно вирушило на схід до іспанських володінь у Панамі, а «Вікторія» — на захід в обхід Африки. «Тринідад» потрапив у смугу зустрічних вітрів і змушений був повернутися до Молуккських островів, де був захоплений в полон португальцями. Більшість його екіпажу загинула на каторзі в Індії. «Вікторія» під командуванням Хуана Себастьяна Елькано продовжила маршрут. Екіпаж був поповнений незначним числом острів'ян-малайців (майже всі вони загинули в дорозі). На кораблі незабаром стало бракувати провізії і частина екіпажу стала вимагати від капітана взяти курс на приналежний португальській короні Мозамбік та здатися до рук португальців. Проте більшість моряків і сам капітан Елькано вирішили будь-що спробувати допливти до Іспанії.
«Вікторія» з труднощами обігнула мис Доброї Надії і потім два місяці без зупинок йшла на північний захід уздовж африканського узбережжя.
9 липня 1522 року зношений корабель з виснаженим екіпажем підійшов до островів Зеленого мису, що перебували у португальському володінні. Не зробити тут зупинки було неможливо через крайню нестачу питної води і харчів. Хитрощами вдалось частково поповнити запаси харчів у португальців. Але, щоб уникнути арешту, команда змушена була вирушити далі, залишивши в полоні на березі тринадцятьох моряків.
6 вересня «Вікторія» під командуванням Елькано дісталася до Іспанії, ставши єдиним кораблем флотилії Магеллана, що переможно повернувся до Севільї. На кораблі було вісімнадцять мандрівників.
| 18 мандрівників з «Вікторії», що дістались до Севільї у 1522 році |                         |
| Ім'я                                                              | Посада                  |
| Хуан Себастьян Елькано / Juan Sebastián Elcaño                    | Капітан                 |
| Франциско Альбо / Francisco Albo,                                 | Штурман                 |
| Мігель де Родас / Miguel de Rodas                                 | Штурман                 |
| Хуан де Акуріо / Juan de Acurio                                   | Штурман                 |
| Антоніо Ломбардо (Пігафетта) / Antonio Lombardo (Pigafetta)       | Хроніст, тлумач         |
| Мартін де Худісібус / Martin de Judicibus                         | Старший по завантаженню |
| Ернандо де Бустаманте / Hernando Bustamente                       | Моряк                   |
| Ніколас Грієго / Nicholas o Grego                                 | Моряк                   |
| Мігель Санчес / Miguel Sámchez                                    | Моряк                   |
| Антоніо Ернандес Кольменеро / Antonio Hernández Colmenero         | Моряк                   |
| Франциско Родрігес / Francisco Rodrigues                          | Моряк                   |
| Хуан Родрігес / Juan Rodrigues de Huelva                          | Моряк                   |
| Дієго Кармона / Diego Carmona                                     | Моряк                   |
| Ханс / Hans                                                       | Артилерист              |
| Хуан де Арратія / Juan de Arratia                                 | Матрос (звання)         |
| Васко Гомес Гальєго / Vasco Gomez Gallego                         | Матрос (звання)         |
| Хуан де Сантандер / Juan de Santandres                            | Юнга                    |
| Хуан де Субілета / Juan de Zubelita                               | Паж                     |

Елькано отримав від короля Карла V шляхетність та платню у 500 дукатів на рік. Король зажадав, щоб його свояк Жуан III звільнив з португальського арешту на Островах Зеленого мису решту 13 членів екіпажу. Заступник Елькано — Мігель де Родас — отримав від короля зарплату 50.000 мараведі на рік (подвійна зарплатня офіцера на той час), а три роки потому він скаржився, що нічого на руки так і не отримав. Основний інвестор експедиції Магеллана — Крістобаль-де-Аро, не зважаючи на загибель людей і суден, став багатою людиною. Привезено приблизно 1925—1926 тонн гвоздики, яку було продано за приголомшливу ціну 7 888 634 мараведі, що відповідає 947 тисячам сьогоднішніх доларів США.
Пізніше, в 1525 році, ще четверо з 55 членів команди корабля «Тринідад» були доставлені до Іспанії. Також були викуплені з португальського полону ті члени команди «Вікторії», які були схоплені португальцями під час вимушеної стоянки на островах Зеленого Мису.

## Підсумки експедиції
Продаж вантажу, привезеного «Вікторією», не тільки покрив усі витрати на експедицію, але й, незважаючи на загибель 4 кораблів з 5, дав значний прибуток. Що стосується приналежності Молуккських островів, то португальський король повірив у їхню приналежність Іспанії і відкупив їх за величезну суму в 350 тисяч золотих дукатів. У 1523 був виданий звіт імператорського секретаря Максиміліана Трансільвана про подорож, а потім були опубліковані і детальні спогади одного з учасників експедиції — венеційця Антоніо Пігафетти.
Отже, іспанці здійснили перше в історії навколосвітнє плавання, відкрили західний шлях до Азії і Островів Прянощів. Це перше в історії навколосвітнє плавання довело правильність гіпотези про кулястість Землі і неподільність океанів, що омивають сушу.

## Втрачений день
Крім того, як виявилось, учасники експедиції «загубили день». В ті часи не було поняття про різницю в місцевому і всесвітньому часі, тому далекі торгові експедиції проходили в обох напрямках практично за одним і тим же маршрутом, перетинаючи меридіани спочатку в одному напрямку, а потім — у протилежному. В цьому ж випадку, вперше зафіксованому в історії, експедиція повернулась в початковий пункт, так би мовити, «не повертаючись», але рухаючись тільки вперед, на захід.
На кораблях іспанського короля, як належить, для підтримки черговості вахт, обчислення пройдених відстаней, ведення записів, але насамперед для дотримання церковних католицьких свят велося обчислення часу. Хронометрів у ті часи не було, моряки користувалися пісковим годинником (від цього на флоті і був рахунок часу за склянками). Початок відліку часу доби був опівдні. Природно, кожен ясний день моряки визначали момент полудня, коли Сонце перебувало у найвищій точці, тобто перетинало меридіан (за допомогою компаса чи за довжиною тіні). Від цього вівся і рахунок днів календаря, в тому числі недільних днів, Великодніх і всіх інших церковних свят. Але ж кожного разу моряки визначали час місцевого полудня відповідного меридіану, на якому у цей момент перебувало судно. Кораблі пливли на захід, вслід за рухом Сонця по небосхилу, наздоганяючи його. Якби у них був сучасний хронометр або простий годинник, налаштовані на місцевий час порту Санлукар-де-Баррамеда, моряки помітили би, що їхній день трохи довший за звичайні 24 години, а їхній місцевий полудень все більше і більше відстає від рідного іспанського, переходячи поступово на іспанський вечір, ніч, ранок і знову день.
Церковні свята ці відважні іспанські моряки відзначали з усією ретельністю як ревні католики, але, як виявилося, за своїм власним календарем. У підсумку, коли жменька змучених блукачів морів повернулася до рідної Іспанії, виявилося, що їхній корабельний календар відстав від календаря батьківщини і Церкви на цілу добу. Тобто вони неправильно святкували неділі, Великдень та інші свята. Герої-моряки були оголошені віровідступниками і відлучені від церкви. Лише згодом вдалося розібратися в цій ситуації і моряків відновили в правах.
Люди зрозуміли і визнали, що Земля має форму кулі, тіла з безперервною поверхнею, і при подорожах вздовж паралелей, тобто в площині її добового обертання навколо своєї осі час ніби змінює свою тривалість. Якщо рухатися на захід, за Сонцем, день (доба) ніби подовжується. Якщо ж рухатися на схід, назустріч Сонцю, доба, навпаки, скорочується.
Для подолання цього парадоксу пізніше була розроблена система часових поясів і поняття лінії зміни дат.

## Пам'ять
Історії плавання присвячений міні-серіал, прем'єра якого на Amazon відбулася 10 червня 2022 р.